# 348

348(삼백사십팔)은 347보다 크고 349보다 작은 자연수다.

## 수학
- 합성수로, 그 약수는 총 12개다. (1, 2, 3, 4, 6, 12, 29, 58, 87, 116, 174, 348)
  - 348의 진약수의 합은 492이므로, 348은 과잉수다.
- {\displaystyle 59^{2}-1}은 348로 나누어떨어진다.

## 과학
- NGC 348(영어판): 봉황자리 방향에 있는 나선 은하.

## 교통

### 철도
- 수도권 전철 3호선 일원역의 역번호.

### 도로
- 일본 348번 국도: 야마가타현 나가이시에서 야마가타시까지 이어지는 일본의 국도.
- 현도 제348호선

## 군사
- U-348(영어판, 독일어판): 제2차 세계 대전에 사용된 나치 독일의 군용 잠수함.

## 문화유산
- 대한민국의 보물 제348호: 분청사기 상감모란문 반합
- 대한민국의 사적 제348호: 봉화 태백산사고지

## 기타
- 연도: 348년, 기원전 348년
- 포켓몬스터 아말도의 전국도감 번호.